# Mælkesyrebakterie
Mælkesyrebakterier er bakterier, som producerer mælkesyre ved fermentering af kulhydrater.
En utvetydig definition af mælkesyrebakterier findes ikke, men de kan typisk karakteriseres
som grampositive, ikke sporedannende, katalasenegative, kokker, kokkoide-stave eller stave. Mælkesyrebakterierne er vidt udbredte i naturen og kan findes på planter – døde som levende, i jorden, i fæces og på dyr.
Mælkesyrebakterier opdeles efter, om de er kokker eller stave, og herefter er der traditionelt
set på, hvordan bakterierne fermenterer forskellige kulhydrater. De homofermentative danner
kun mælkesyre, mens de heterofermentative danner en række sekundære metabolitter, for
eksempel forskellige organiske syrer, alkoholer og kuldioxid, som bliver dannet ud over mælkesyre.

## Kommerciel anvendelse

### Jordbrug
Ved fremstilling af ensilage som foder til husdyr er det først og fremmest de eksisterende mælkesyrebakterier på kulturplanten, der står for at konservere foderet ved at omdanne dets kulhydrater til mælkesyre.

### Mejeribrug
I mejeribruget er de vidt udbredt i syrningsprocessen af ost, smør, ymer, creme fraiche og andre syrnede mælkeprodukter. Her anvendes de enten i renkultur, eller som blandingskulturer. Som renkultur kan f.eks. nævnes Lactococcus lactis, der er en fortrinsvis syredannende bakterie ved forgæring af laktose, eller Leuconostoc cremoris, der er en aroma- og CO2 dannende bakterie ved forgæring af laktose samt citronsyre. I blandingskulturer anvendes de forskellige kulturer i et vist blandingsforhold, der ved syrning resulterer i en bestemt smag eller aroma. Eksempelvis er en DL-kultur en blanding af Lactococcus lactis, Lactococcus cremoris, Lactococcus diacetylactis samt Leuconostoc cremoris. Denne blandingskultur anvendes i vid udstrækning til syrning af f.eks. ost, tykmælk, Creme Fraiche osv.
Af andre i mejeribruget almindeligt anvendte blandingskulturer kan nævnes:
O-kultur, en blanding af Lc. lactis og Lc.cremoris.
D-kultur, en blanding af Lc. lactis, Lc. cremoris og Lc. diacetylactis.
L-kultur, en blanding af Lc. lactis, Lc. cremoris og Leuc. cremoris
Anvendte renkulturer kan være f.eks. Streptococcus thermophilus og Lactobacillus bulgaricus, der typisk anvendes til yoghurt.